# (34913) 4527 P-L
4527 P-L (asteroide 34913) é um asteroide da cintura principal. Possui uma excentricidade de 0.16520880 e uma inclinação de 3.18263º.
Este asteroide foi descoberto no dia 24 de setembro de 1960 por Cornelis Johannes van Houten e Ingrid van Houten-Groeneveld e Tom Gehrels em Palomar.